# Philippe-Amédée Roustan
Philippe-Amédée François Roustan (Paris, 25 février 1785 - Paris, 26 septembre 1847) est un auteur dramatique français.

## Biographie
Fils d'un coiffeur parisien, il suit une troupe de saltimbanques puis est engagé en 1805 par le Théâtre de la Porte-Saint-Martin. Devenu acteur comique, surnommé Jovial, il apparaît dans de nombreuses pièces de boulevards sous le nom de Philippe.
Comme auteur, ses pièces ont été représentées sur les plus grandes scènes parisiennes du XIXe siècle : Théâtre de la Porte Saint-Martin, Théâtre du Gymnase, Théâtre du Palais-Royal, Théâtre du Vaudeville, etc.

## Œuvres
Acteur
- Ramire ou le Fils naturel, 1805
- Caroline et Dorville ou la Bataille dans les dunes, 1806
- Monsieur Sans-Gêne ou l'Ami de collège, 1816
- Le Tambour et la Vivandière ou la Capitulation, 1816
- Aureng-Zeb ou la Famille indienne, 1817
- Les Deux Gaspard, 1817
- Encore un Pourceaugnac, 1817
- La Féerie des arts ou le Sultan de Cachemire, 1819
- Le Fou de Péronne, 1819
- Caroline, 1820
- La Cheminée de 1748, 1832
- Le Voyage à frais communs, 1833
- Le Diable amoureux, 1836

Auteur
- Les Vendanges de Bagnolet, folie en 1 acte, 1817
- Les Roses de M. de Malesherbes, vaudeville en 1 acte, 1818
- Changement de domicile, vaudeville en 1 acte, 1819
- L'Amant somnambule, ou le Mystère, comédie-vaudeville en 1 acte, avec Alexandre Martin, 1820
- L'Intrigue à l'auberge, ou les Deux Élisa, comédie en 1 acte et en prose, mêlée de couplets, avec Alexandre Barginet, 1820
- L'Aveugle pour rire, comédie-vaudeville en 1 acte, 1823
- Fifi Lecoq, ou Une visite domiciliaire, anecdote contemporaine, mêlée de couplets, avec Antonin d'Avrecourt, 1831
- Le Jour de médecine, tableau de famille, mêlé de couplets, 1834